# Kolos (Adiguesia)
Kolos (del ruso: Колос) es un jútor del raión de Teuchezh en la república de Adiguesia de Rusia. Está situado 3 km al norte de Ponezhukái en la orilla izquierda del río Apchas, 66 km al noroeste de Maikop, la capital de la república. Tenía 173 habitantes en 2010
Pertenece al municipio Ponezhukáiskoye.